# Pałecznica zmienna
Pałecznica zmienna (Typhula variabilis Riess) – gatunek grzybów z rodziny pałecznicowatych (Typhulaceae)

## Systematyka i nazewnictwo
Pozycja w klasyfikacji według Index Fungorum: Typhula, Typhulaceae, Agaricales, Agaricomycetidae, Agaricomycetes, Agaricomycotina, Basidiomycota, Fungi.
Po raz pierwszy opisał go w 1850 r. H. Riess i nadana przez niego nazwa naukowa jest aktualna. Niektóre synonimy:
- Typhula intermedia Appel & Laubert 1905
- Typhula laschii Rabenh. 1849
- Typhula semen Quél. 1878

Franciszek Błoński w 1896 r. nadał mu polską nazwę macnik zmienny, Władysław Wojewoda w 2003 r. zmienił ją na pałecznica zmienna.

## Morfologia
Owocniki
Smukłe i cylindryczne, czasami maczugowate o wysokości 7–30 mm, wyrastające pojedynczo ze sklerot. Są zróżnicowane na płodną główkę i sterylny trzon. Początkowo mają brązowobeżowy trzon i beżowopopielatą główkę z jaśniejszym i sterylnym wierzchołkiem, w stanie dojrzałym są ciemniejsze, w różnych odcieniach brązu. Skleroty tworzą się na powierzchni podłoża, są kuliste, z jednej strony nieco spłaszczone, początkowo o barwie od białej do kremowej, w stanie dojrzałym ciemnobrązowej do czarnej. Mają średnicę 1–3 mm i gładką, woskową, niekiedy lśniącą powierzchnię.
Cechy mikroskopowe
Warstwa korowa zbudowana z bardziej zbitych strzępek, rdzeniowa luźniejsza, zbudowana ze strzępek o średnich 3–5 µm. Hymenium mięsiste, często w środku puste, trzon twardy. Zbudowane ze ściśle do siebie przylegających strzępek subhymenium płynnie przechodzi w hymenium o grubości 27,5–35 µm. Podstawki maczugowate, 4-sterygmowe, 22,5–25 × 8–10 µm. Bazydiospory elipsoidalne, rzadziej cylindryczne, gładkościenne, szkliste, 6,4–14,4 × 3,2–8 µm. Cystyd brak, na trzonku są kaulocystydy. Wnętrze sklerot zbudowane z luźno splątanych strzępek zanurzonych w galaretowatej substancji.
Hodowla
Na agarze glukozo-ziemniaczanym najszybciej rośnie przy temperaturze 15 °C i pH 7. Tworzy regularne, strefowane kolonie o puszystej, białej powierzchni i kremowej dolnej warstwie (rewersie). Po 4 dniach hodowli tworzy skleroty.

## Występowanie i siedlisko
Występuje w Ameryce Północnej, Europie i Azji. W Polsce W. Wojewoda w 2003 r. przytoczył wiele stanowisk, podano je także w późniejszych latach, a najbardziej aktualne podaje internetowy atlas grzybów. Znajduje się w nim na liście gatunków zagrożonych i wartych objęcia ochroną. Według M. Dynowskiej jest to jednak gatunek pospolity, ale trudny do identyfikacji ze względu na dużą zmienność morfologiczną.
Saprotrof występujący na ogonkach liściowych opadłych na ziemię i butwiejących liściach drzew liściastych oraz liściach i łodygach niektórych roślin zielnych.